# Palanca-vermelha
A palanca-vermelha (Hippotragus equinus), também conhecida em Moçambique por matagaíça e na Guiné-Bissau por boca-branca, é uma espécie de palanca de coloração marrom-avermelhada.